# جزیره لیهیر
جزیره لیهیر (به لاتین: Lihir Island) یک جزیره در پاپوآ گینه نو است که در استان ایرلند نو واقع شده‌است. جزیره لیهیر ۱۸٬۰۰۰ نفر جمعیت دارد و ۷۰۰ متر بالاتر از سطح دریا واقع شده‌است.